# Jason Oosthuizen
Jason Oosthuizen, né le 5 mai 1999 à Krugersdorp, est un coureur cycliste sud-africain.

## Biographie
En 2018, Jason Oosthuizen termine troisième du championnat d'Afrique du Sud sur route et remporte le titre chez les espoirs (moins de 23 ans). Au mois de juin, il rejoint le club belge Baguet-MIBA Poorten-Indulek.
En 2020, il signe en France au CR4C Roanne,.
En septembre 2021, il annonce son départ pour le VC Rouen 76. 

## Palmarès

### Par année
- 2016
  - 2eb étape du Clover Tour
  - 2e du championnat d'Afrique du Sud du contre-la-montre juniors
  - 2e du Clover Tour
- 2017
  -  Champion d'Afrique sur route juniors
  -  Champion d'Afrique du contre-la-montre juniors
  - 3e étape du Tour d'Irlande juniors
- 2018
  -  Champion d'Afrique sur route espoirs
- 2019
  -  Médaillé d'or du contre-la-montre par équipes aux Jeux africains (avec Jayde Julius, Ryan Gibbons et Kent Main)
  - Champion du Gauteng du contre-la-montre espoirs
  - Berg en Dale Classic
  - Challenges de la Marche verte - Grand Prix Oued Eddahab
  - 2e étape du Challenge International du Sahara Marocain
  - 2e du Tour de Bonne-Espérance
- 2021
  -  Champion d'Afrique du contre-la-montre par équipes (avec Ryan Gibbons, Kent Main et Gustav Basson
  - 2e du championnat d'Afrique du Sud du contre-la-montre espoirs
  - 3e des Boucles Nationales du Printemps

### Classements mondiaux
| Année           | 2018 | 2019 |
| --------------- | ---- | ---- |
| UCI Africa Tour | 40e  | 40e  |

## Palmarès sur piste

### Championnats d'Afrique
- Durban 2017
  -  Champion d'Afrique du kilomètre juniors
  -  Champion d'Afrique de poursuite juniors
  -  Médaillé de bronze de l'omnium juniors

### Championnats d'Afrique du Sud
- 2016
  -  Champion d'Afrique de poursuite juniors
  -  Champion d'Afrique de poursuite par équipes juniors (avec Rennie Anthony, Jacques van Niekerk et Joshua van Wyk)
  -  Champion d'Afrique du kilomètre juniors
- 2017
  -  Champion d'Afrique de course aux points juniors
  -  Champion d'Afrique de scratch juniors
  -  Champion d'Afrique de keirin juniors
  -  Champion d'Afrique de l'élimination juniors